# Colombier (Haute-Saône)
Colombier ist eine französische Gemeinde im Département Haute-Saône in der Region Bourgogne-Franche-Comté.

## Geographie
Colombier liegt auf einer Höhe von 225 m über dem Meeresspiegel, etwa sieben Kilometer nordöstlich der Stadt Vesoul (Luftlinie). Das Dorf erstreckt sich im zentralen Teil des Departements, in einer hügeligen Landschaft in der Talniederung des Durgeon.
Die Fläche des 13,91 km² großen Gemeindegebiets umfasst einen Abschnitt im Bereich des Hügellandes zwischen dem Becken von Vesoul und der Ebene von Lure. Von Nordosten nach Südwesten wird das Gebiet vom Tal des Durgeon durchquert, der für die Entwässerung zur Saône sorgt. Der Bach fließt hier mit mehreren Windungen durch eine rund ein Kilometer breite Talaue, die durchschnittlich auf 225 m liegt.
Flankiert wird das Tal auf beiden Seiten von Höhen, die durch kurze Seitentälchen des Durgeon untergliedert sind. Nach Südosten reicht der Gemeindeboden über einen Steilhang bis auf das Hochplateau von Montcey und auf die Côte Rouge. Mit 375 m wird hier die höchste Erhebung von Colombier erreicht. Östlich des Dorfes erhebt sich der Bergvorsprung der Ruine Montaigu (318 m). Im Nordwesten wird das Durgeon-Tal von den Höhen von Fanicamp (354 m) und Rochotte gesäumt. Daran schließen sich im Norden die Kuppen des Tourteret und des Gros Boisson (bis 350 m) an. Die nordwestliche Grenze wird durch den Ruisseau des Vénards markiert. Im äußersten Nordosten hat Colombier Anteil am Becken von Saulx. Die Talbereiche werden überwiegend landwirtschaftlich genutzt, während auf den Höhen ein lockeres Gefüge von Wiesland und Wald vorherrscht.
Während am unteren Hang um Colombier kalkige und sandig-mergelige Sedimente der unteren Jurazeit (Lias) hervortreten, bestehen die Höhenzüge aus widerstandsfähigem Kalkgestein der mittleren Jurazeit.
Zu Colombier gehören die Weilersiedlungen Villerpoz (254 m) am Nordfuß der Côte Rouge und Les Brûleux (248 m) in einem nördlichen Seitentälchen des Durgeon. Nachbargemeinden von Colombier sind Flagy, Vellefrie und La Villeneuve-Bellenoye-et-la-Maize im Norden, Saulx im Osten, Montcey und Comberjon im Süden sowie Coulevon und Villeparois im Westen.

## Geschichte
Das Gemeindegebiet war bereits in vorgeschichtlicher Zeit bewohnt, wovon Spuren eines Siedlungsplatzes auf der Höhe westlich des Dorfes zeugen. Im Mittelalter gehörte Colombier zur Freigrafschaft Burgund und darin zum Gebiet des Bailliage d’Amont. Die lokale Herrschaft hatten die Herren von Montaigu inne, die direkt der Freigrafschaft unterstanden. Ihr Schloss befand sich auf dem Vorsprung östlich des Dorfes. Der Herrschaft Montaigu war die Herrschaft de la Roche unterstellt, deren Schloss westlich oberhalb des Dorfes steht. Colombier bildete seit 1282 eine eigene Pfarrei. Zusammen mit der Franche-Comté gelangte das Dorf mit dem Frieden von Nimwegen 1678 definitiv an Frankreich. Zu einer Gebietsveränderung kam es im Jahr 1808, als die Nachbargemeinde Comberjon mit Colombier zur Gemeinde Colombier-et-Comberjon fusionierte. Seit 1842 sind beide Gemeinden wieder eigenständig. Heute ist Colombier Mitglied des 19 Ortschaften umfassenden Gemeindeverbandes Agglomération de Vesoul.

## Bevölkerung
| Jahr                       | 1962 | 1968 | 1975 | 1982 | 1990 | 1999 | 2006 | 2015 | 2021 |
| Einwohner                  | 339  | 354  | 372  | 387  | 384  | 379  | 366  | 447  | 435  |
| Quellen: Cassini und INSEE |      |      |      |      |      |      |      |      |      |

Mit 438 Einwohnern (1. Januar 2022) gehört Colombier zu den kleineren Gemeinden des Départements Haute-Saône. Nachdem die Einwohnerzahl in der ersten Hälfte des 20. Jahrhunderts deutlich abgenommen hatte (1881 wurden noch 747 Personen gezählt), wurde während der 1960er und 1970er Jahre wieder ein Bevölkerungswachstum verzeichnet.

## Sehenswürdigkeiten
Die Dorfkirche von Colombier wurde 1853 im Stil der Neugotik auf den Fundamenten des mittelalterlichen Vorgängerbaus (13. Jahrhundert) errichtet. Der Ortskern ist durch verschiedene Häuser geprägt, die den traditionellen Stil der Haute-Saône zeigen, darunter ein Herrschaftshaus aus dem 17. Jahrhundert. Auf dem Hügel östlich des Dorfes befinden sich die Ruinen des mittelalterlichen Schlosses Montaigu. An erhöhter Lage westlich von Colombier steht das Château de la Roche, das im 19. Jahrhundert erbaut wurde. Von der mittelalterlichen Anlage sind nur noch wenige Reste sichtbar. Aus dem 18. Jahrhundert stammt das Schloss von Villerpoz, das im 19. Jahrhundert umgestaltet wurde.

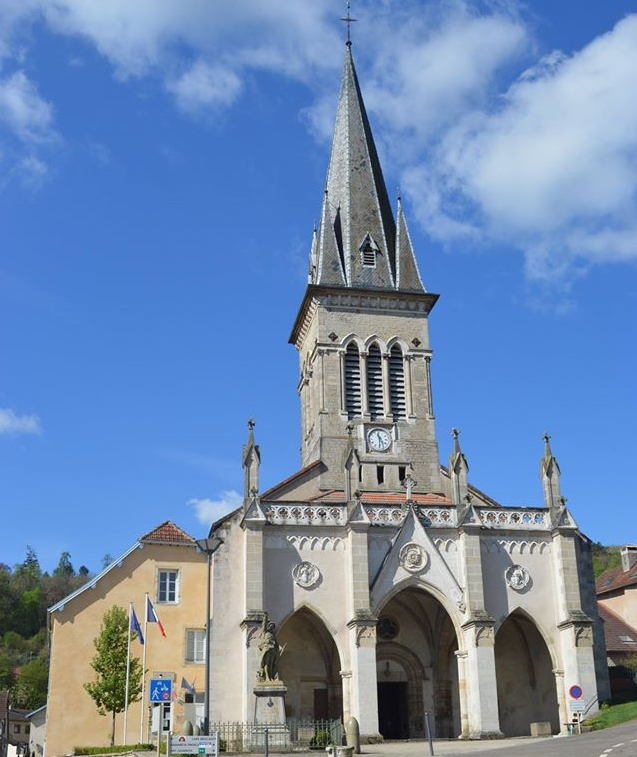
Kirche Saints-Jumeaux
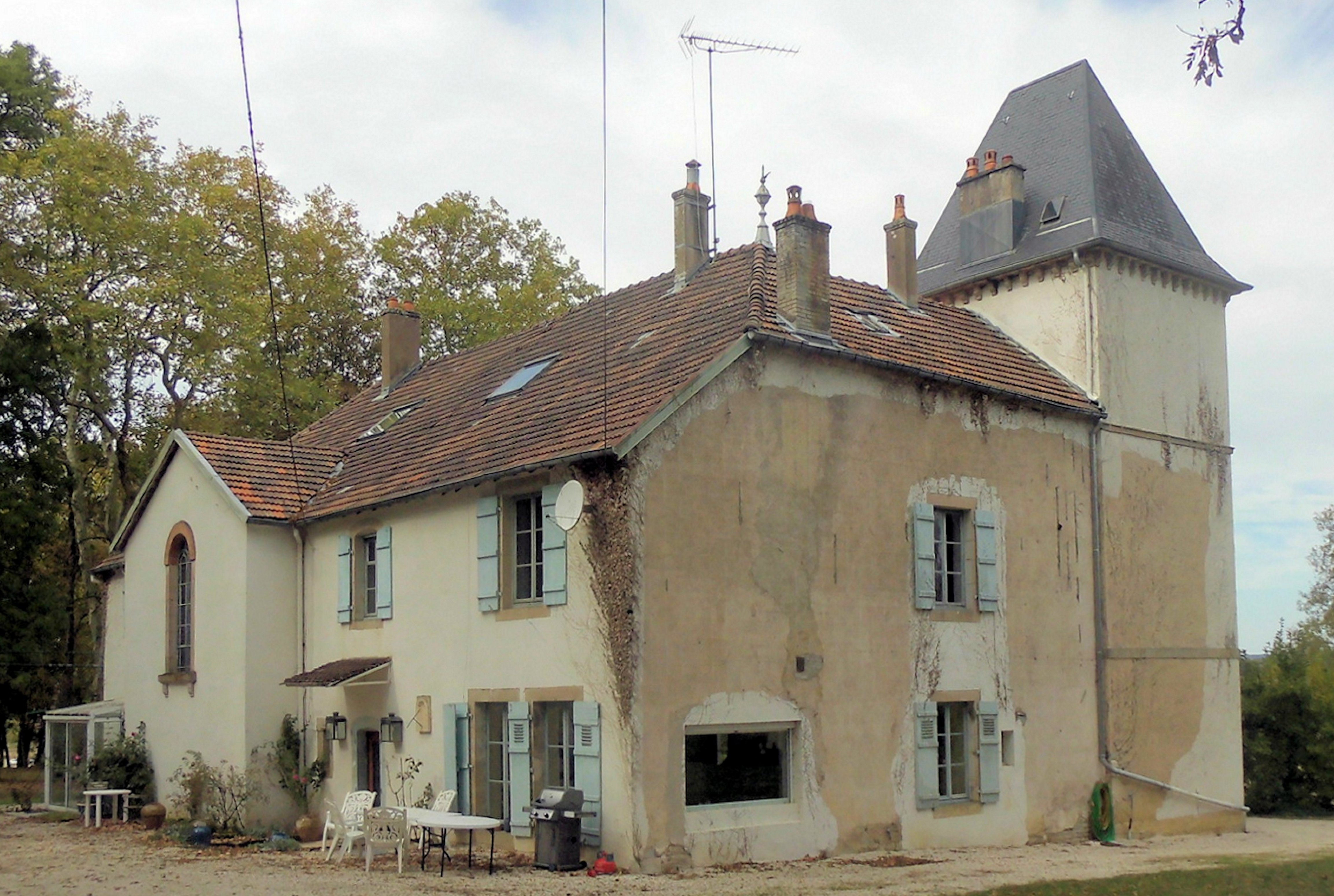
Schloss Villerpoz vor …
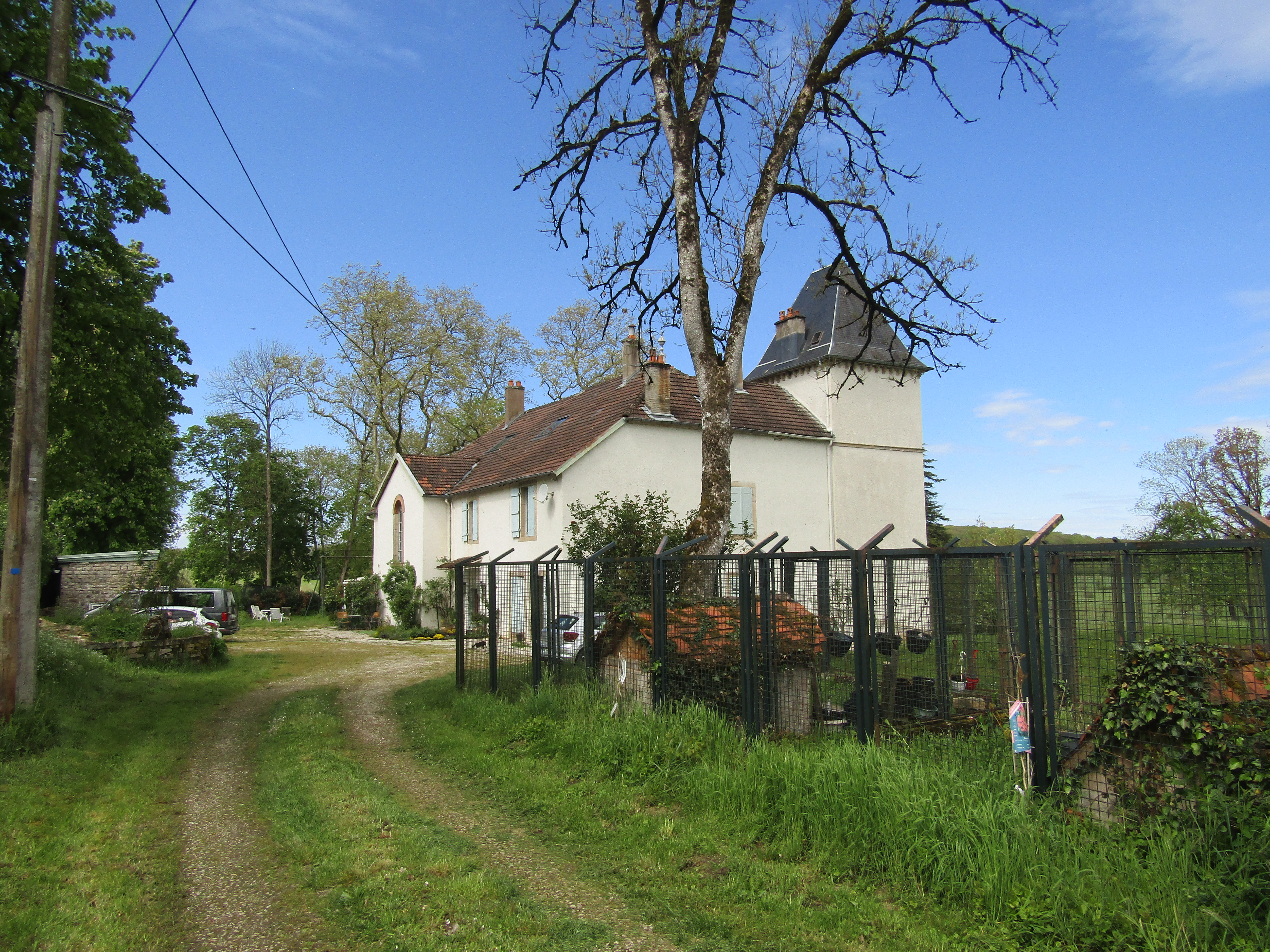
… und nach der Sanierung
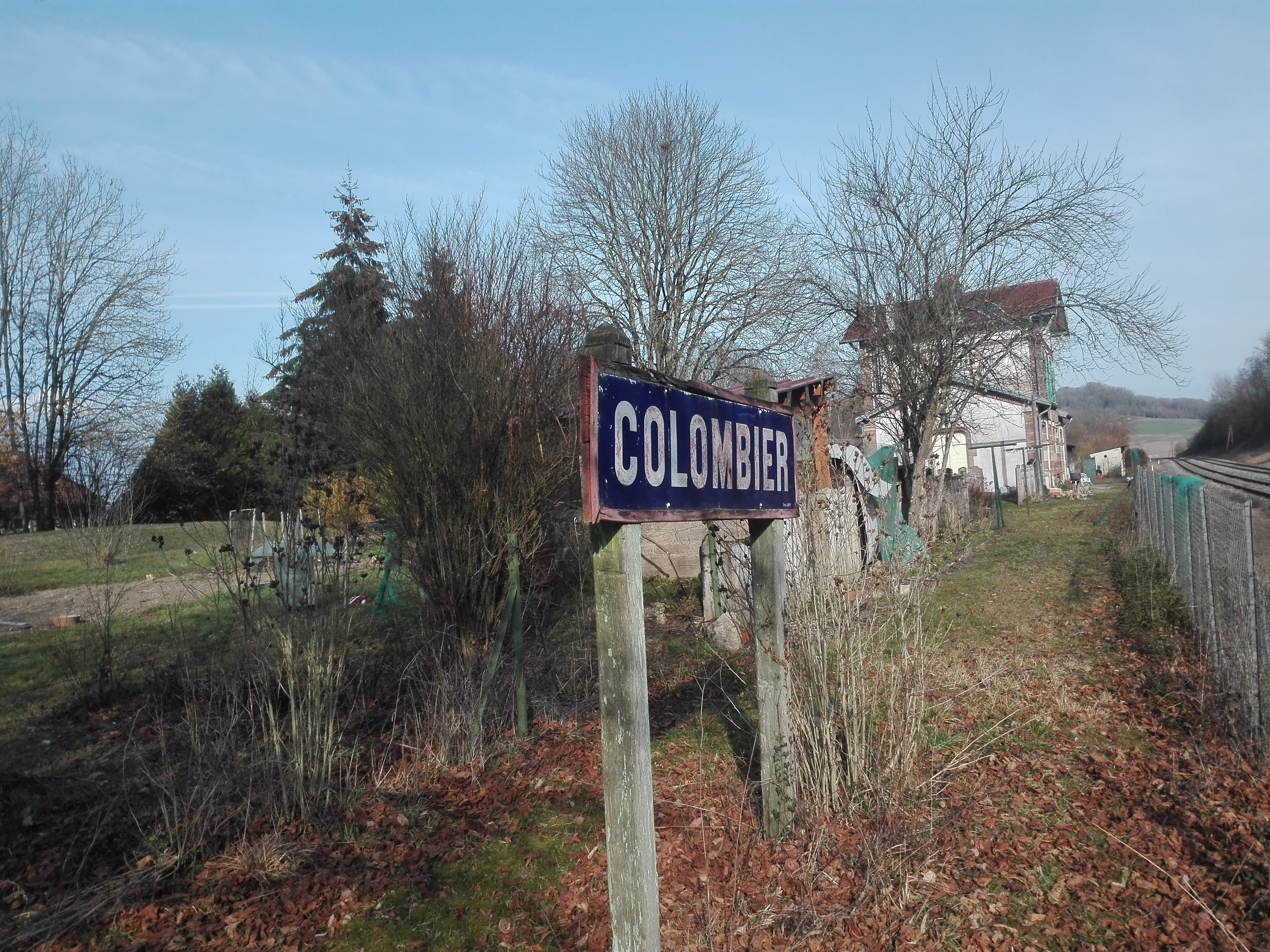
Bahnhof

## Wirtschaft und Infrastruktur
Colombier war bis weit ins 20. Jahrhundert hinein ein vorwiegend durch die Landwirtschaft (Ackerbau, Obstbau und Viehzucht) und die Forstwirtschaft geprägtes Dorf. Heute gibt es verschiedene Betriebe des Klein- und Mittelgewerbes, darunter eine Großschreinerei und eine Fabrik, die Holzspielwaren herstellt. In den letzten Jahrzehnten hat sich das Dorf zu einer Wohngemeinde gewandelt. Viele Erwerbstätige sind deshalb Pendler, die in der Agglomeration Vesoul ihrer Arbeit nachgehen.
Der Ort ist verkehrstechnisch gut erschlossen. Er liegt an der Hauptstraße N57, die von Vesoul nach Remiremont führt. Weitere Straßenverbindungen bestehen mit Montcey und La Villeneuve. Colombier hatte einen Bahnhof an der Bahnstrecke Paris–Mulhouse.